# كارلتون موبلي
كارلتون موبلي هو قاضي ومحامي وضابط وسياسي أمريكي، ولد في 7 ديسمبر 1906 في مقاطعة جونز في الولايات المتحدة، وتوفي في 4 أكتوبر 1981 في أتلانتا في الولايات المتحدة. نشط حزبياً في الحزب الديمقراطي. وقد انتخب عضو مجلس النواب الأمريكي ‏.